# Pterolophia transversefasciatipennis
Pterolophia transversefasciatipennis là một loài bọ cánh cứng trong họ Cerambycidae.